# Glorichlamys quadrilirata
Glorichlamys quadrilirata is een tweekleppigensoort uit de familie van de Pectinidae. De wetenschappelijke naam van de soort is voor het eerst geldig gepubliceerd in 1870 door Lischke.